# جردن پفوک
جردن پفوک (انگلیسی: Jordan Pefok؛ زادهٔ ۲۶ آوریل ۱۹۹۶) بازیکن فوتبال اهل فرانسه است.
از باشگاه‌هایی که در آن بازی کرده‌است می‌توان به باشگاه فوتبال استاد رنس اشاره کرد.
وی همچنین در تیم‌های ملی فوتبال زیر ۲۱ سال فرانسه و ایالات متحده آمریکا بازی کرده‌است.